# 박성민 (정치인)
박성민(朴聖敏, 1959년 5월 26일~)은 대한민국의 울산광역시 정치인이다. 제21·22대 국회의원이다. 제5·6대 울산광역시 중구청장과 제3·4대 울산광역시 중구의원을 역임하였다.

## 학력
- 병영국민학교 졸업
- 평리중학교 졸업
- 영남고등학교 중퇴
- 고등학교 검정고시 합격
- 울산대학교 사회과학대학 행정학과 학사 졸업
- 울산대학교 정책대학원 행정학 석사 졸업

## 경력
- 1998 울산청년회의소 회장
- 1999 울산광역시 지구청년회의소 지구회장
- 2002~2003 울산광역시 중구 생활체육협의회 회장
- 2002. 6. 13. 제3회 전국동시지방선거 당선[울산 중구의회 의원(병영1동), 무소속, 초선]
- 2002. 7.~2006. 6. 제3대 울산광역시 중구의회 의원(민선 3기, 울산 중구 병영1동 선거구, 무소속, 초선)
- 2002. 7.~2004. 7. 제3대 울산광역시 중구의회 전반기 내무위원회 위원장
- 2002. 7.~2004. 7. 제3대 울산광역시 중구의회 전반기 예산결산특별위원회 위원
- 2004. 7.~2006. 6. 제3대 울산광역시 중구의회 후반기 내무위원회 위원
- 2004. 7.~2006. 6. 제3대 울산광역시 중구의회 후반기 의회운영위원회 위원
- 2004~2005 울산 강북지역 학교운영위원장협의회 회장
- 2006. 5. 31. 제4회 전국동시지방선거 당선[울산 중구의회 의원(울산 중구 나 선거구), 한나라당, 재선]
- 2006. 7.~2010. 3. 제4대 울산광역시 중구의회 의원(민선 4기, 울산 중구 나 선거구, 한나라당, 재선)
- 2006. 7.~2008. 7. 제4대 울산광역시 중구의회 전반기 의장
- 2006~2008 울산광역시 구·군의회의장 협의회 회장
- 2006~2008 전국시구군의회 의장협의회 부회장
- 2006~2008 지역균형발전지방의회협의회 회장
- 2006 울산광역시 중구 종합사회복지관 운영위원회 위원장
- 2008. 7.~2010. 6. 제4대 울산광역시 중구의회 후반기 내무위원회 위원
- 2008. 7.~2010. 6. 제4대 울산광역시 중구의회 후반기 예산결산특별위원회 위원장
- 2009. 3.~2009. 5. 제4대 울산광역시 중구의회 재개발·재건축대책특별위원회 위원
- 2009 울산광역시 고령자인재은행 소장
- 2009 한나라당 울산광역시당 운영위원회 위원·홍보위원회 위원장
- 2009~2010 새마을문고 울산 중구지회 지회장
- 2010 한나라당 울산광역시당 대외협력위원회 위원장
- 2011 울산광역시 중구 체육회장
- 2011. 4. 27. 2011년 상반기 재보궐선거 당선(민선 5기, 울산광역시 중구청장, 한나라당, 초선)
- 2012 울산광역시 중구 장애인체육회장
- 2011. 4.~2014. 6. 제5대 울산광역시 중구청장(민선 5기, 한나라당→새누리당, 초선)
- 2014. 6. 4. 제6회 전국동시지방선거 당선(민선 6기, 울산광역시 중구청장, 새누리당, 재선)
- 2014. 7.~2016. 6. 전국 시장·구청장·군수 협의회 지역공동회장·전국 대변인
- 2014. 7.~2018. 6. 제6대 울산광역시 중구청장(민선 6기, 새누리당→자유한국당, 재선)
- 2016. 7.~2017. 6. 전국 시장·구청장·군수 협의회 지역공동회장·전국 사무총장
- 2016. 7.~2018. 6. 전국혁신도시지구협의회 부회장
- 2017. 7.~2018. 6. 지방분권개헌국민회의 상임대표
- 2017. 7.~2018. 6. 전국 시장·구청장·군수협의회 지역공동회장·전국 대표회장
- 2018. 3. 대통령직속기관 국민권익위원회 청렴사회민관협의회 위원
- 2018. 3. 대통령직속기관 국가균형발전위원회 위원
- 2018. 4. 문화체육관광부 공공디자인위원회 위원
- 2019. 6. 자유한국당 울산광역시당 중구 당원협의회 미래비젼 본부장
- 2020. 4. 15. 대한민국 제21대 국회의원 선거 당선(울산 중구, 미래통합당, 초선)
- 2020. 5.~2020. 9. 미래통합당 울산광역시당 중구 당원협의회 위원장
- 2020. 9.~ 국민의힘 울산광역시당 중구 당원협의회 위원장
- 2020. 10. 국민의힘 약자와의 동행위원회 현장동행분과 위원
- 2020. 12.~ 바르게살기운동 중앙협의회 고문
- 2021. 5.~2022. 4. 국민의힘 원내부대표
- 2021. 5.~2021. 6. 국민의힘 전당대회 준비위원회 위원
- 2021. 6.~2021.11. 국민의힘 울산광역시당 위원장
- 2021. 8. 국민의힘 국회부의장 및 상임위원장 선출 선거관리위원회 위원
- 2021. 10.~2021. 11. 제20대 대통령 선거 국민의힘 윤석열 대통령 경선후보 국민캠프 조직본부 조직총괄본부 조직2본부장
- 2021. 11.~2022. 3 국민의힘 조직부총장
- 2021. 12.~2022. 1 국민의힘 선거대책위원회 조직총괄본부 조직1본부장
- 2022. 1.~2022. 3. 제20대 대통령 선거 국민의힘 울산을 살리는 선거대책위원회 선거대책위원장단 공동선거대책위원장
- 2022. 1.~2022. 3. 제20대 대통령 선거 국민의힘 윤석열 대통령 후보 선거대책본부 조직본부장
- 2022. 1.~2022. 2. 2022년 3월 재보궐선거 국민의힘 공천관리위원회 부위원장
- 2022. 3.~2022. 6. 국민의힘 이준석 당대표 비서실장
- 2022. 11.~2022.12. 국민의힘 이태원 사고조사 및 안전대책 특별위원회 위원 겸 진상조사소위 위원
- 2023. 3.~2023.10. 국민의힘 전략기획부총장
- 2023. 5.~2023. 6. 국민의힘 최고위원 선출을 위한 보궐선거 선거관리위원회 간사
- 2023. 6.~2023. 8. 국민의힘 조직강화특별위원회 위원
- 2023. 9.~2023. 9. 2023년 하반기 재보궐선거 국민의힘 서울특별시 강서구청장 재보궐선거 공천관리위원회 위원
- 2024. 4. 10. 대한민국 제22대 국회의원 선거 당선(울산 중구, 국민의힘, 재선)
- 2024. 6.~2024. 7. 국민의힘 정책위원회 산하 시급한 민생 현안 해결을 위한 에너지특별위원회 위원
- 아시아인권의원연맹 이사
- 국회지역균형발전포럼 상임공동대표
- 2024. 9.~: 국민의힘 호남동행 국회의원 발대식 명예의원(전라남도 장성군)
- 2025. 2.~: 국민의힘 울산광역시당 위원장
- 2025. 3.~ 국민의힘 산불재난대응 특별위원회 위원
- 2025. 5.~2025. 6.: 제21대 대통령 선거 국민의힘 김문수 대통령 후보 울산 선거대책위원회 총괄선거대책본부장

### 의정 활동
- 2020. 11. 17. 국토부 노동조합 선정 2020년 국정감사 우수의원 수상
- 2020. 5.~2024. 5. 제21대 국회의원(울산 중구, 미래통합당→국민의힘, 초선)
  - 2020. 7.~2022. 5. 제21대 국회 전반기 국토교통위원회 위원
  - 2020. 7.~2024. 5. 서민금융활성화 및 소상공인포럼 구성의원
  - 2020. 7.~2024. 5. 혁신 4.  연구포럼 구성의원
  - 2020. 8.~2021. 5. 제21대 국회 전반기 예산결산특별위원회 위원
  - 2020. 8.~2022. 5. 제21대 국회 전반기 국토교통위원회 예산결산기금소위원회 위원장
  - 2020. 9.~2022. 5. 제21대 국회 전반기 국토교통위원회 청원심사소위원회 위원
  - 2021. 3.~2024. 5. 국회 글로벌 혁신 연구포럼 공동대표 겸 정회원
  - 2021. 12.~2022. 6. 제21대 국회 정치개혁 특별위원회 위원
  - 2022. 7.~2024. 5. 제21대 국회 후반기 행정안전위원회 위원
    - 제21대 국회 후반기 행정안전위원회 법안심사 제1소위원회 위원
    - 제21대 국회 후반기 행정안전위원회 예산·결산기금소위원회 위원

  - 2022. 11.~2023. 1. 제21대 국회 용산 이태원 참사 진상규명과 재발방지를 위한 국정조사 특별위원회 위원
  - 2023. 1. 국회 지역균형발전포럼 상임공동대표
- 2024. 5.~ 제22대 국회의원(울산 중구, 국민의힘, 재선)
  - 2024. 6.~ 국회 지역균형발전포럼 상임공동대표
  - 2024. 6.~ 제22대 국회 전반기 산업통상자원중소벤처기업위원회 간사
    - 제22대 국회 전반기 산업통상자원중소벤처기업위원회 중소벤처기업소위원회 위원
    - 제22대 국회 전반기 산업통상자원중소벤처기업위원회 예산결산소위원회 위원

  - 국회 글로벌외교안보포럼 구성의원
  - 이차전지 포럼 대표의원

## 전과
- 폭력행위등처벌에관한법률위반: 징역 10개월, 집행유예 2년 - 1978년 7월 28일 대구지방법원 선고[2]
- 도로교통법위반(음주운전): 벌금 100만원 - 2003년 2월 4일 울산지방법원 선고[2]

## 역대 선거 결과
|  | 32.75% |

|  | 70.23% |

|  | 20.73% |

|  | 35.87% |

|  | 51.19% |

|  | 62.70% |

|  | 48.09% |

|  | 54.04% |

|  | 56.44% |

## 소속 정당
| 소속 정당 | 소속 정당  | 소속 기간 | 비고      |
| --------- | ---------- | --------- | --------- |
|           | 무소속     | 1995~2006 | 정계 입문 |
|           | 한나라당   | 2006~2012 | 입당      |
|           | 새누리당   | 2012~2017 | 당명 변경 |
|           | 자유한국당 | 2017~2020 | 당명 변경 |
|           | 미래통합당 | 2020      | 합당      |
|           | 국민의힘   | 2020~현재 | 당명 변경 |

## 같이 보기
- 울산 중구청장
- 울산 중구의 국회의원
- 중구 (울산 선거구)